# Lorenz Buchner

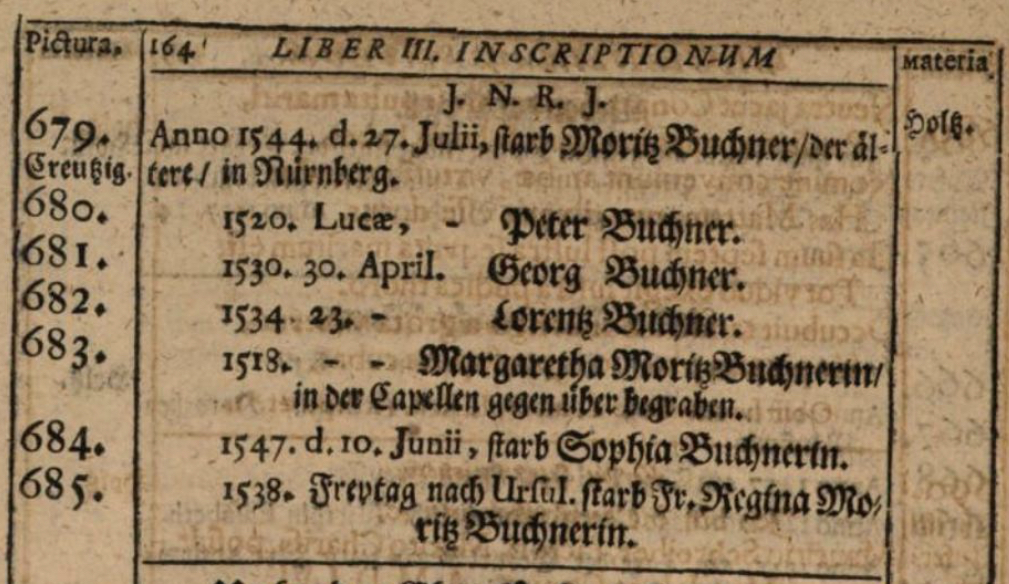
Inschrift des verlorengegangenen Epitaphs für Lorenz Buchner, seinen Bruder Moritz (II.) und weitere Verwandte in der Leipziger Thomaskirche nach Salomon Stepners Inscriptiones Lipsienses

Lorenz Buchner (* ca. 1481 in Eisleben; † 23. April 1534 ebenda) war ein Hüttenmeister in Eisleben.

## Leben
Lorenz (I.) Buchner (zeitweilig auch „Bucher“) war der älteste Sohn von Moritz (I.) Buchner (1451–1518) und dessen erster Ehefrau Anna geb. Fredenberg († 1489), einer Tochter des Eislebener Stadtvogts Lorenz Fredenberg. Die Familie, seit etwa 1475 in Eisleben ansässig, stammte ursprünglich aus Coburg, wo Vorfahren seit 1395 belegbar sind (vgl. Buchner). Lorenz Buchner leitete seit dem Weggang seines Vaters nach Leipzig im Jahre 1506 die familiäre Saigerhandelsgesellschaft in Eisleben, die sein Großvater Heinrich 1462 gegründet hatte. 1519 wurden allerdings weder er noch sein Bruder Georg (1483–1530), der als Metallhandels-Kaufmann in Zwickau und Leipzig tätig war, sondern ihre deutlich jüngeren Halbbrüder Moritz (II.) (1491–1544) und Wolf (1497–1566) durch Sebastian von Pappenheim mit der Saigerhütte Gräfenthal belehnt. 1526 befand sich Lorenz Buchner wegen Erbangelegenheiten vor dem Reichskammergericht im Streit mit seinem Schwiegervater Philipp Drachstedt (s. u.).

## Nachkommen
Lorenz Buchner war mit Euphemia Drachstedt († 1532), einer Tochter des Hüttenunternehmers Philipp Drachstedt (1468–1539), verheiratet. Aus dieser Ehe entstammten zwei Söhne, Lorenz (II.) (1526–1584) und Hans († 1559), sowie eine Tochter, Barbara.
Neueste Forschungen legen nahe, dass es sich bei seinem Sohn Hans um den Stammvater einer bisher nicht beachteten Familienlinie handelt, die von Eisleben über Taucha nach Zabeltitz führt, wo sie sich in verschiedene Zweige teilte, aus denen u. a. der Wittenberger Altertumsforscher Samuel Friedrich Bucher ("Christoph-Friedrich'scher Ast") und der preußische Diplomat Lothar Bucher ("Johann-Gottfried'scher Ast") hervorgingen.

## Darstellungen
- Ingo Držečnik: Neues zur fränkisch-sächsischen Familie Bucher (Buchner). In: Familie und Geschichte, Band XI, 32. Jahrgang, Heft 1–2, Januar–Juni 2024, S. 385–418.
- Michael Rockmann: Buchner, Lorenz. In: Ahnenliste Rockmann-Koch Welbsleben. Welbsleben, 2019, S. 157–159.
- Martin Litzinger: Das Montanunternehmer- und Saigerhandelsgeschlecht Buchner in Coburg, Eisleben und Leipzig. In: Martin Luther und der Bergbau im Mansfelder Land. Hrsg. von Rosemarie Knape. Eisleben, 2000, S. 93–104.
- Ernst Schmiedel: Die Buchner oder Bucher aus Coburg. In: Blätter für fränkische Familienkunde. Nr. 1 (1966), S. 22–24.
- Otfried Wagenbreth: Die Buchners, Hüttenbesitzer und Metallhändler im Thüringer Wald, Mansfeld und Leipzig. In: Familie und Geschichte. Bd. 1, Heft 7 (1998), S. 1–10.
- Steffen Wunderlich: Das Protokollbuch von Mathias Alber. Zur Praxis des Reichskammergerichts im frühen 16. Jahrhundert. Band 1 (= Quellen und Forschungen zur höchsten Gerichtsbarkeit im Alten Reich, 58). Köln/Weimar/Wien, 2011, S. 283, FN 261.